# 森護
森 護（もり まもる、1923年10月6日 - 2000年）は、日本の紋章学者。専攻は西洋紋章学、英国王室史。大阪港紋章の製作を指導・監修し、その生みの親として大阪市から紹介されている。

## 経歴
1923年に奈良県で生まれた森は、1946年に早稲田大学商学部を卒業し、同年NHKに入社した。NHKでは、政治部記者、神戸放送局放送部長、国際局報道主管などを経て、1980年にNHKを定年退職した。その後文教大学講師も務め、文筆家として多くの著作を残す。また、退職の同年、大阪港紋章製作に協力した。

## 大阪港紋章
森は、大阪市にある大阪港の紋章のデザインに関わっている。世界の港湾都市の間では、「姉妹港都」の友好を結ぶ際にお互いの港の紋章を描いたレリーフを交換する風習がある。大阪港もこれに倣っていたが、港単体の紋章は存在しなかったため、代わりに大阪市の市章である澪標と港湾を示す錨を組み合わせたマークを世界の港湾都市に贈っていた。しかし、澪標と錨だけのレリーフはインパクトが弱く、大阪港が伝統ある日本有数の港湾であることを相手に印象づけることが難しかったため、相手から贈られる立派な紋章のレリーフに圧倒されることがしばしばであったという。そこで、相手側の紋章にも見劣りしない、大阪市港湾局独自の西洋式の紋章の作製に迫られたのである。
大阪港紋章の発案者は、1979年に発行された森の著書『ヨーロッパの紋章』（三省堂）に触れ、森に支援を依頼した。当初、森は大阪港にはもとから澪標という大阪市のシンボルがあるのだから、港湾局独自の紋章を改めて定める必要があるのか疑問を持ったというが、上記のような事情があることがわかり、依頼を引き受けた。その後、約半年にわたって大阪港紋章に関する指導・監修に携わった。
当初、大阪港から示された試作の紋章は、アージェント（銀）の地にオーア（金）の澪標と大阪港が伝統ある港であることを示す古代船が描かれていたが、これは金属色に金属色を重ねてはならないというティンクチャーの原則に反しており、彩色違反の紋章であった。また、エスカッシャンの中央付近には、7枚の金色の銀杏の葉を配し、金色で縁取りされた青緑色のフェス（横帯）が描かれていたが、本来フェスはエスカッシャンの中心（フェス・ポイント）を通過しなければならないにもかかわらず極端に上に寄りすぎていた。他にもクレストとして描かれていた「みおつくしの鐘」がエスカッシャンに接触しており、エスカッシャン本体も紋章の生い立ちから考えればあり得ない形になっていた。必ずしも紋章学上は必須ではないが、リースもなく、クレストも極端に大きかったため、全体的なバランスが悪かった。また、モットーに書かれた言葉も英語だった。
森はこれらの問題点を詳細に指摘し、モットーに書かれた言葉をラテン語に改めさせるなどして大阪港紋章の製作に寄与した。完成した紋章（大阪市のページを参照）は、1980年にフランスのル・アーヴルの港湾の紋章と初めて交換された。サポーターには当初より想像上の獣の鵺（ぬえ）が描かれており、相手国の興味をひいたという。大阪市側では、良い例えには使われない鵺をサポーターに採用することには反対もあったというが、西洋の紋章学では縁起が悪いなどとして使うのを避けるべき「忌み物」というものが存在しないため、頭はサル、胴はイノシシ、四肢はトラ、尾はヘビという異形の姿がかえってその新鮮さも相まって強い関心を引いたのではないか、と森は述べている。西洋紋章学的に適切な大阪港の紋章はル・アーヴル側に好評で、細部に至るまで誤りを指摘されることもなく、日本でデザインされた紋章の中では高く評価されている。
大阪市のウェブページでは、森を「大阪港紋章の生みの親」として紹介しているが、森自身が直接紋章を考案・作図したことはなく、大阪市が考案・デザインしたものの問題点や改善点を紋章学的見地から述べてアドバイスしたに過ぎなかったため、大阪港紋章が海外でも高く評価されていることは、森のアドバイスをよく聞き、それを的確に具体化した発案者とデザイナーの功績である、と森は述べている。
大阪港は日本で初めて独自の紋章をデザインした港で、その後1981年に東京港、2017年に神戸港が独自の紋章をデザインしました。

## 著書
代表的な著書は1980年代に集中しているが、1990年代～2000年代にかけ、著者没後にも出版社を変え再刊されたものもある。なお少なくとも没する2年前まで執筆活動を続けていたことがわかる。
- 『ヨーロッパの紋章』（三省堂、1979年） ASIN B000J8HHA4
- 『ヨーロッパの紋章・日本の紋章』（日本放送出版協会、1982年） ISBN 978-4140030202
- 『西洋の紋章とデザイン』（ダヴィッド社、1982年） ISBN 978-4804801483
- 『英国紋章物語』（三省堂、1985年） ISBN 978-4385349268
- 『紋章の国・イギリスの旅』（日本放送出版協会：NHKブックスカラー版、1985年） ISBN 978-4140030264
- 『英国王室史話』（大修館書店、1986年） ISBN 978-4469240900
  - 『英国王室史話』（中公文庫（上・下）、2000年） ISBN 978-4122036161／ISBN 978-4122036178
- 『英国王妃物語』（三省堂選書、1986年） ISBN 978-4385431307
  - 『新版 英国王妃物語』（三省堂選書、1992年） ISBN 978-4385433257
  - 『英国王妃物語』（河出文庫、1994年） ISBN 978-4309472744
- 『英国の貴族―遅れてきた公爵』（大修館書店、1987年） ISBN 978-4469240979
  - 『英国の貴族―遅れてきた公爵』（筑摩書房〈ちくま文庫〉、2012年）ISBN 978-4480429001
- 『シェイクスピアの紋章学』（大修館書店、1987年） ISBN 978-4469240993
- 『紋章の切手　切手で綴る紋章史話』（大修館書店、1987年） ISBN 978-4469250282
- 『スコットランド王国史話』（大修館書店、1988年） ISBN 978-4469242560
  - 『スコットランド王国史話』（中公文庫、2002年） ISBN 978-4122039902
- 『西洋紋章夜話』（大修館書店、1988年） ISBN 978-4469211504
- 『スコッチ・ウィスキー物語―ラベルに読む英国の歴史』（大修館書店、1990年） ISBN 978-4469242942
- 『英国王と愛人たち―英国王室史夜話』（河出書房新社、1991年） 
  - 『英国王と愛人たち―英国王室史夜話　新装版』（河出書房新社、1999年） ISBN 978-4309223537
- 『英国史のティータイム』（大修館書店、1991年） ISBN 978-4469243000
- 『ユニオン・ジャック物語―英国旗ができるまで』（中央公論社〈中公新書〉、1992年） ISBN 978-4121010797
- 『パブの看板―イン・サインに英国史を読む』（河出書房新社、1993年） ISBN 978-4309222455
- 『イギリス王室史事典』（大修館書店、1994年） ISBN 4-469-01240-8
- 『イギリス パブの看板物語』（日本放送出版協会、1996年） ISBN 978-4140802496

シリーズ 紋章の世界
- 『ヨーロッパの紋章―紋章学入門―』（河出書房新社、1996年） ISBN 978-4309222943
  - 『紋章学入門』（ちくま学芸文庫、2022年） ISBN 978-4480511362

『ヨーロッパの紋章』（三省堂、1979年）の改訂版
- 『ヨーロッパの紋章・日本の紋章』（河出書房新社、1996年） ISBN 978-4309222943
『ヨーロッパの紋章・日本の紋章』（日本放送出版協会：NHKブックスカラー版、1982年）の改訂版
- 『英国紋章物語』（河出書房新社、1996年） ISBN 978-4309222936
『英国紋章物語』（三省堂、1985年）の改訂版
- 『紋章学辞典』（大修館書店、1998年） ISBN 978-4469012590

### 監修
- 『英国王室スキャンダル史』（河出書房新社、1997年） ISBN 978-4309223193